# Figulus andamanus
Figulus andamanus es una especie de coleóptero de la familia Lucanidae.

## Distribución geográfica
Habita en las Islas Andamán (India).